# Sveriges Författarförbund
Sveriges Författarförbund (SFF) är en facklig intresseorganisation för författare och litterära översättare i Sverige. Den bildades 1971 genom sammanslagning av fyra organisationer, av vilka en var Sveriges författareförening.

## Beskrivning
För att bli medlem ska man ha publicerat två litterära verk. I maj 2015 hade organisationen cirka 3 000 medlemmar. Förbundets medlemstidning heter Författaren och utkommer i tryckta nummer och delvis som nättidskrift. Nuvarande ordförande är författaren Anja Gatu.

### Sektioner
Sveriges Författarförbund består av fyra sektioner:
- Skönlitterära sektionen
- Översättarsektionen
- Fackförfattarsektionen (Minerva)
- Barn- och ungdomslitterära sektionen (BULT)

Den skönlitterära sektionen delar även ut katapultpriset till årets debutant. Priset är 50 000 kronor och är finansierat av ett antal sponsorer.

## Förbundets historia

### Sammanfattning
Sveriges Författareförening bildades 1893 på initiativ av Verner von Heidenstam och Hugo Tigerschiöld, och omfattade från början alla slags skribenter. På 1930-talet ändrades emellertid stadgarna så att översättare och fackförfattare i viss mån hamnade utanför. Därför bildades Minerva, föreningen för Sveriges vetenskapliga och populärvetenskapliga författare (1946), Sveriges Ungdomsförfattarförening (1948) och Svenska Översättarförbundet (1954). Dessa fyra föreningar bildade 1956 Fria Litterära Yrkesutövares Centralorganisation (FLYCO), som 1970[källa behövs] organiserades om till Sveriges Författarförbund. 
Förbundets historia finns beskriven i Jan Gehlins utförliga Floden och virvlarna. Linjer och episoder ur hundra års författarfacklig historia, som publicerades av Albert Bonniers Förlag 1993.

### Märkesår
- 1893: Sveriges Författareförening bildas.
- 1903: Sverige beslutar tillträda Bernkonventionen om upphovsrätt (SFF:s krav har starkt bidragit). Föreningen driver också kravet på bättre statsstipendier till författare.
- 1919: Nordiska författarrådet bildas.
- 1925: Överenskommelse mellan Bokförläggareföreningen (Svenska Förläggareföreningen) och SFF om Allmänna regler för förlagsavtal.
- 1931–32: Första radioavtalet.
- 1933: Biblioteksersättningsfrågan får konkretion genom stämmomotion i SFF.
- 1941: Sveriges Dramatikerförbund bildas.
- 1946: Fackförfattarnas organisation Minerva bildas.
- 1947: Vid gemensamma förhandlingar mellan de nordiska författar- och förläggareföreningarna förhandlas det nordiska normalkontraktet fram. Sveriges Ungdomsförfattareförening bildas.
- 1954: Svenska Översättarförbundet bildas. Biblioteksersättningen beslutas av riksdagen, året därpå börjar Sveriges författarfond sin verksamhet.
- 1956: Fria Litterära Yrkesutövarnas Centralorganisation (FLYCO) bildas av de fyra författarorganisationerna med biträde av TCO. Författargården Lilla Hornsberg på Kungsholmen övertas av FLYCO från Stockholms stad.
- 1960: Sveriges Läromedelsförfattares Förbund bildas under namnet Föreningen Svenska Läroboksförfattare.
- 1968: Den stora statliga litteraturutredningen L68 börjar sitt arbete.
- 1969: Biblioteksaktionen – författarna tömmer huvudbiblioteken i Stockholm, Göteborg och Malmö på böckerna (återställer dem några dagar senare) och ställer krav på ökad biblioteksersättning, "lön för lån", och förhandlingsrätt om ersättningen. Året därpå höjs biblioteksersättningens grundbelopp från 6 till 12 öre. Den statliga utredningen kulturrådet börjar sitt arbete.
- 1971: Sveriges Författarförbund bildas av de fyra föreningarna; förbundet får fyra sektioner. Dispensen från det så kallade bruttoprisförbudet på böcker upphör vilket innebär att Sverige övergår från fasta till fria bokpriser.
- 1973: Första Bonusavtalet träffas avseende ersättning för fotokopiering i undervisningsverksamhet.
- 1974: SFF avger ett hundrasidigt yttrande över L68:s betänkande Boken.
- 1975: KLYS-brev till fem departement med krav på samarbete så att enhetlig syn präglar statliga insatser avseende kulturarbetare. "Jämviktsriksdagen" antar ett av SFF utarbetat förslag till statligt litteraturstöd ("utgivningsstödet"). Stödet avser efter några år de olika genrerna inom allmänlitteraturen.
- 1976: Det första översättaravtalet som upptar minimiarkhonorar träffas med Bokförläggareföreningen (Svenska Förläggareföreningen).
- 1983: Det första för allmänlitteraturens genrer heltäckande avtalet mellan SFF och Bokförläggareföreningen med minimiroyaltysatser för författare, träder ikraft.
- 1985: Den 12 september träffar regeringen och SFF och fotografernas och tecknarnas organisationer ett avtal som ger organisationerna förhandlingsrätt om biblioteksersättningens grundbelopp.
- 1989: SFF flyttar från TCO-huset, Linnégatan/Grev Turegatan, till Författarnas hus, Drottninggatan 88 i Stockholm. Den gamla drömmen om ett eget hus uppfylls genom det avtal som 1986 träffats mellan Stockholms stad/Stadsholmen och SFF. Författargården Lilla Hornsberg återlämnas till Stockholms stad.
- 1992: Yttrandefrihetsgrundlagen införs vid sidan om Tryckfrihetsförordningen. På initiativ av S:t Petersburgförfattarna och SFF genomförs en Östersjökryssning där mer än 300 författare från 10 länder deltar – nytt samarbete är möjligt efter murens fall. SFF tar initiativet till nationalkampanjen ”Rädda biblioteken”, som till slut samlar över 600 000 namnunderskrifter för kraven på instiftandet av bibliotekslagen och avgiftsfria boklån.
- 1993: SFF firar sitt 100-årsjubileum med bland annat en stor bankett i Blå hallen i Stockholms stadshus. Förbundets stipendiebostäder på Runmarö i Stockholms skärgård invigs.
- 1995: Administration av litterära rättigheter i Sverige (ALIS) bildas.
- 1996: Bokförläggareföreningen säger upp författar- och översättaravtalen med SFF till upphörande per 1 mars 1996. Från mitten av 90-talet och fem år framåt förs resultatlösa förhandlingar mellan parterna om nya avtal.
- 1997: Bibliotekslagen (Sveriges första) träder ikraft.
- 2004: SFF utfärdar Mönsteravtal att ha till hands och iakttas av medlemmarna när förlagsavtal träffas.
- 2005: Sverige implementerar EU-direktivet om upphovsrätten i informationssamhället.
- 2008: Regeringen tillsätter en utredning som bland annat ska undersöka behovet av reformer i upphovsrättslagens tredje kapitel som bidrar till att stärka upphovsmannens ställning som avtalsslutande part. SFF har krävt en sådan utredning sedan början av 2000-talet. SFF arrangerar i Stockholm Writers' and Literary Translators' International Congress, WALTIC,[4] med deltagande av 600 författare, översättare och forskare från hela världen.

### Ordförandehistorik
- 1970–1982: Jan Gehlin
- 1982–1984: Lars Ardelius
- 1984–1987: Per Kågeson
- 1987–1995: Peter Curman
- 1995–1997: Max Lundgren
- 1997–1998: Meta Ottosson
- 1998–2002: Bunny Ragnerstam
- 2002–2005: Boel Unnerstad
- 2005–2012: Mats Söderlund[5]
- 2012–2018: Gunnar Ardelius[6]
- 2018–2024: Grethe Rottböll[7]
- 2024–: Anja Gatu[8]

## WALTIC
WALTIC 2008 (Writers' and Literary Translators' International Congress) var en kongress som hölls i Stockholm mellan 29 juni och 2 juli 2008. Arrangör var Sveriges Författarförbund. Det grundläggande temat var att samlas för en manifestation för ordens värde och till stöd för mänskliga rättigheter. 2008 års kongress samlade 600 författare, forskare, översättare och aktivister från 90 länder. WALTIC, som är menat att bli en "global arena för att samverka, bilda opinion och uppnå förändring" hölls därefter 2–5 september 2010 i Istanbul I Turkiet.

## Översättarsektionen
Översättarsektionen är en sektion inom Sveriges Författarförbund. När författarna organiserade sig i Sveriges Författareförening 1893 kunde översättarna redan från bildandet väljas in som passiva medlemmar under förutsättning att de hade åstadkommit minst två konstnärligt värdefulla översättningar. Det passiva medlemskapet togs bort 1905, och 1944 gjordes en stadgeändring, som satte stopp för inval av nya översättare. Detta bäddade för den utbrytning som översättarna genomförde 1954 genom att då bilda Svenska Översättarförbundet, vars första ordförande blev Elsa Thulin. När författarnas fackliga förening 1971 bytte namn till Sveriges Författarförbund återkom översättarna till sammanslutningen som en av flera sektioner. Sektionen hade 634 medlemmar 31 december 2022. Ordförande sedan 2023 är Emma Majberger.
Översättarsektionen delar årligen ut priset Årets översättning och förvaltar Elsa Thulins översättarpris.